# Ehrensvärd
Ehrensvärd är en svensk adelsätt, upphöjd i friherrlig och grevlig rang. De båda senare fortlever, medan den adliga ätten är utslocknad. Stamfader för ätten är Peter Schäffer, regementskvartermästare vid Åbo läns infanteriregemente, bördig från Stralsund.
Hans son var Johan Jakob Schæffer som blev överste och kommendant på Karlstens fästning, vars första hustru var Anna Margareta Mannerheim vars mor var en Cronstedt, och hans andra hustru grevinnan Polus. Samtliga barn föddes i första äktenskapet. Han deltog i flera berömda slag, däribland slaget vid Poltava då han tillfångatogs och hade vakten när Karl XII dog. År 1717 adlades han med nament Ehrensvärd men sköldebrevet utfärdades först två år senare. Ätten introducerades samma år på nummer 1542.
Johan Jakob Ehrensvärd fick sex barn som överlevde barnåren, varav tre döttrar. En dotter var ogift, en annan, Anna Maria var överhovmästarinna och gifte sig Hjärne och Montan. 
All tre sönerna höjdes alla till titulerad rang, varmed ätten 1542 blev utgången.

## Friherrliga ätten nr 267
Carl Ehrensvärd var fortifikations- och artilleriofficer, och blev slutligen generalmajor. Han upphöjdes till friherre 1764 med sina bröder. Ätten introducerades med hans söner år 1776 på nummer 267. Sönerna var ogifta eller barnlösa. En av sönerna, Carl Fredrik Ehrensvärd, dömdes efter mordet på Gustaf III vara sitt adelskap förlustig, och han slog sig ner i Köpenhamn och kallade sig Gyllenborg.
Carl Ehrensvärds bror Fredrik blev slutligen generalmajor, och blev jämte sina bröder år 1764 upphöjd till friherre samt introducerad på nummer 267. Hans hustru var friherrinnan Palmfeldt vars mor var en Lovisin. Deras son kapten Gustaf Fredrik Ehrensvärd förde ätten vidare på svärdssidan. Dennes hustru var stiftsfröken Christina Crusebjörn. 
Endast en av sönerna förde ätten vidare, överste och postinspektor Fredrik Ehrensvärd, vars fru var grosshandlaredottern Anna Wilhelmina Schmidt. Den ännu fortlevande friherrliga ätten härstammar från dessa makar, varav en gren fortlever i USA.

## Grevliga ätten nr 113
Carl och Fredrik Ehrensvärds bror Augustin Ehrensvärd skapade arméns flotta och Sveaborg och fick titeln fältmarskalk. Hans hustru var Bureättlingen Catharina Elisabeth Adlerheim vars mor var en Hjärne. Sedan han först blivit friherre med sina bröder, upphöjdes han 1771 till greve, men ätten introducerades först med sonsonen år 1803, ett år efter att sköldebrevet utfärdats.
Han fick bara ett barn, Carl August Ehrensvärd, gift med statsfrun grevinnan Sophia Lovisa Eleonora Sparre af Söfdeborg. Deras enda barn var Gustaf Carl Albert August Ehrensvärd, överste och chef för Skånska Dragonregementet. Ätten fortlevde på svärdssidan med söner från första äktenskapet, med Sophia Catharina Adlercreutz, nämligen Albert Ehrensvärd och Carl Augustin Alfred Tomas Ehrensvärd. Den fortlevande grevliga ätten härstammar från dessa bröder.

## Personer ur ätten

### Alfabetiskt ordnade
- Agneta Ehrensvärd
- Albert Ehrensvärd den äldre
- Albert Ehrensvärd den yngre
- Augustin Ehrensvärd
- Augustin Ehrensvärd (1887–1968), ämbetsman
- Carl Ehrensvärd
- Carl August Ehrensvärd (1745–1800)
- Carl August Ehrensvärd (1749–1805)
- Carl August Ehrensvärd (1858–1944)
- Carl August Ehrensvärd (1892–1974)
- Carl Fredrik Ehrensvärd
- Fredrik Ehrensvärd
- Gustaf Johan Ehrensvärd
- Gösta Ehrensvärd (amiral)
- Gösta Ehrensvärd (kemist)
- Johan Ehrensvärd
- Johan Jacob Ehrensvärd
- Jörgen Ehrensvärd (1932–2024)
- Stina Ehrensvärd
- Ulla Ehrensvärd

### Kronologiskt ordnade
- Johan Jakob Ehrensvärd (ca 1666–1731)
- Augustin Ehrensvärd (1710–1772)
- Carl Ehrensvärd (1713–1770), artillerigeneral
- Fredrik Ehrensvärd (1719–1807), generalmajor
- Carl August Ehrensvärd (1745–1800)
- Gustaf Johan Ehrensvärd (1746–1783), memoarförfattare
- Carl August Ehrensvärd (1749–1805)), diplomat, politiker och general
- Carl Fredrik Ehrensvärd (1767–1815)
- Gustaf Ehrensvärd (1787–1860)
- Albert Ehrensvärd den äldre (1821–1901)
- Carl August Ehrensvärd (1858–1944)
- Albert Ehrensvärd den yngre (1867–1940)
- Gösta Ehrensvärd (amiral) (1885–1973)
- Augustin Ehrensvärd (1887–1968), ämbetsman
- Carl August Ehrensvärd (1892–1974)
- Johan Ehrensvärd (1902–1990)
- Gösta Ehrensvärd (kemist) (1910–1980)
- Ulla Ehrensvärd (1927–2015)
- Jörgen Ehrensvärd (1932–2024)
- Agneta Ehrensvärd (född 1949)
- Stina Ehrensvärd (född 1967)